# Отто Герман
Отто Герман (угор. Otto Herman; 26 червня 1835, Брезно — 27 грудня 1914, Будапешт) — угорський зоолог і етнограф.

## Біографія
Народився в 1835 році. Був запрошений влаштувати зоологічний відділ Трансильванського музею. У 1888 році здійснив подорож до Норвегії для вивчення пташиних гір, і, повернувшись, отримав доручення від уряду зайнятися приготуванням наукових матеріалів для II міжнародного з'їзду орнітологів, який мав відбутися в Будапешті. З цією метою Герман вперше організував численні станції («мережі») для спостереження за перельотом птахів. Успіх здобутих Германом наукових результатів повів до заснування «Угорської орнітологічної центральної установи», організація і завідування яким були доручені Герману. У 1894 році заснував науковий орнітологічний журнал «Aquila» (укр. Орел), який виходить понині.
Крім біологічних спостережень над птахами, Герман займався ще етнографічними дослідженнями і іхтіофауною Угорщини.

## Наукові праці
- «Die Decticiden der Brunner von Wattenwyl'schen Sammlung» («Verh. zool. bot. Ges. Wien», 1874);
- «Ungarn's Spinnenfauna» (3 тома, Б., 1875—1879);
- «Ungarisches Fischerbuch» (на венг. яз., 2 т., 1887);
- «Reise nach den Vogelbergen» (на венг. яз., 1 т., 1893);
- «Die Elemente des Vogelzuges in Ungarn bis 1891» (1 т., 1895);
- «Ueber den Nutzen und Schaden der Vögel» (на венг. яз., 1901).